# Ludwig Grabner
Ludwig Grabner (* 8. August 1898 in Bruck an der Mur; † 5. Dezember 1968 in St. Pölten) war ein österreichischer Politiker und Schlosser. Grabner war von 1934 bis 1938 Abgeordneter zum Landtag von Niederösterreich.

## Leben
Grabner war beruflich als Schlosser tätig und lebte zwischen 1933 und 1938 in Berndorf. Zuvor und danach war er in St. Pölten ansässig. Während der Zeit des Austrofaschismus vertrat Grabner den Stand Industrie und Bergbau zwischen dem 22. November 1934 und dem 12. März 1938 im Niederösterreichischen Landtag.